# 曼苏尔·侯赛因·阿蒂夫
曼苏尔·侯赛因·阿蒂夫（1928年9月4日—2008年12月8日），巴基斯坦男子曲棍球运动员。他曾代表巴基斯坦参加1952年、1956年、1960年和1964年夏季奥林匹克运动会曲棍球比赛。